# Escalas de intensidad de ciclones tropicales

Los ciclones tropicales se clasifican en una de las cinco escalas de intensidad, en función de sus vientos máximos sostenidos y de las cuencas de ciclones tropicales en las que se encuentran. Sólo unas pocas clasificaciones son utilizadas oficialmente por las agencias meteorológicas que vigilan los ciclones tropicales, pero también existen otras escalas, como la Energía Ciclónica Acumulada, el Índice de Disipación de Potencia, el Índice Integrado de Energía Cinética y el Índice de Severidad de Huracanes.
Los ciclones tropicales que se desarrollan en el hemisferio norte son clasificados extraoficialmente por los centros de advertencia en una de las tres escalas de intensidad. Los ciclones tropicales o subtropicales que se desarrollan en el Atlántico Norte o en el Pacífico Nororiental se clasifican como depresiones tropicales o tormentas tropicales. Si un sistema se intensifica aún más y se convierte en huracán, entonces se clasificará en la escala de vientos huracanados Saffir-Simpson, y se basa en los vientos máximos sostenidos estimados durante un periodo de 1 minuto. En el Pacífico Occidental, el Comité de Tifones de la Comisión Económica y Social para Asia y el Pacífico (CESPAP) y la Organización Meteorológica Mundial (OMM) utiliza cuatro clasificaciones distintas para los ciclones tropicales que existen en la cuenca, que se basan en los vientos máximos sostenidos estimados durante un periodo de 10 minutos.
La escala del Departamento Meteorológico de la India utiliza siete clasificaciones diferentes para los sistemas situados en el océano Índico septentrional y se basan en los vientos máximos sostenidos estimados de 3 minutos de los sistemas. Los ciclones tropicales que se desarrollan en el hemisferio sur sólo son clasificados oficialmente por los centros de advertencia en una de las dos escalas, que se basan en velocidades de viento sostenidas durante 10 minutos: la escala australiana de intensidad de ciclones tropicales se utiliza para clasificar los sistemas dentro de la cuenca de ciclones tropicales de Australia o del Pacífico Sur. La escala utilizada para clasificar los sistemas en el suroeste del océano Índico está definida por el servicio meteorológico Météo-France para su uso en varios territorios franceses, incluyendo Nueva Caledonia y la Polinesia Francesa.
La definición de vientos sostenidos recomendada por la OMM y utilizada por la mayoría de las agencias meteorológicas es la de una media de 10 minutos a una altura de 10 m sobre la superficie del mar. Sin embargo, la escala de huracanes Saffir-Simpson se basa en mediciones de la velocidad del viento promediadas en un periodo de 1 minuto, a 10 m. La escala utilizada por el Centro Meteorológico Regional Especializado de Nueva Delhi aplica un periodo medio de 3 minutos y la escala australiana se basa tanto en las ráfagas de viento de 3 segundos como en los vientos máximos sostenidos promediados en un intervalo de 10 minutos. Estas diferencias dificultan las comparaciones directas entre cuencas.
En todas las cuencas se habla de ciclón tropical cuando los vientos sostenidos alcanzan al menos 35 nudos (40 mph; 65 km/h).

## Contexto
Los ciclones tropicales se definen como ciclones sinópticos no frontales, de núcleo cálido, que se desarrollan sobre aguas tropicales o subtropicales, con convección atmosférica organizada y tienen una circulación ciclónica definida del viento en superficie. Se clasifican por las velocidades del viento situadas alrededor del centro de circulación y son clasificados, por los Centros Meteorológicos Regionales Especializados (RSMC; Regional Specialized Meteorological Centre) de la Organización Meteorológica Mundial, en una de las cinco escalas de ciclones tropicales. La escala utilizada para un ciclón tropical concreto depende de la cuenca en la que se encuentre el sistema; por ejemplo, la escala de vientos huracanados de Saffir-Simpson y la escala australiana de intensidad de ciclones tropicales se utilizan ambas en el hemisferio occidental. Todas las escalas clasifican los ciclones tropicales en función de sus vientos máximos sostenidos, observados, medidos o estimados mediante diversas técnicas, durante un periodo de entre uno y diez minutos.

## Atlántico, Pacífico Oriental y Central
| Categoría | m/s   | kn      | mph     | km/h    |
| --------- | ----- | ------- | ------- | ------- |
| 5         | ≥ 70  | ≥ 137   | ≥ 157   | ≥ 252   |
| 4         | 50-70 | 113-136 | 130-156 | 209-251 |
| 3         | 20-58 | 96-112  | 111-129 | 178-208 |
| 2         | 43-49 | 83-95   | 96-110  | 154-177 |
| 1         | 33-42 | 64-82   | 74-95   | 119-153 |
| TS        | 18-32 | 34-63   | 39-73   | 63-118  |
| TD        | ≤17   | ≤ 33    | ≤ 38    | ≤ 62    |

Los ciclones tropicales que se producen en el hemisferio norte al este del antimeridiano, son monitoreados oficialmente por el Centro Nacional de Huracanes o el Centro de Huracanes del Pacífico Central. Dentro de la región, un ciclón tropical se define como una perturbación sinóptica no frontal de núcleo cálido, que se desarrolla sobre aguas tropicales o subtropicales, con convección atmosférica organizada y un centro de circulación cerrado y bien definido. La región también define un ciclón subtropical como una perturbación de baja presión no frontal, que tiene las características de los ciclones tropicales y extratropicales. Una vez que cualquiera de estas clasificaciones se cumplen, entonces se inician los avisos y los centros de advertencia clasificarán el sistema como una depresión tropical o subtropical, si los vientos sostenidos de un minuto estimados o medidos son inferiores a 34 nudos (39 mph; 63 km/h).
Además, se le asignará un número de ciclón tropical, o número TC (Tropical cyclone) para abreviar, compuesto por un número deletreado oficialmente (de UNO a TREINTA o menos; estos números no se reciclan hasta el año siguiente) seguido de un guion (excepto para los sistemas del Atlántico Norte) y una letra de sufijo (E para el Pacífico Este, C para el Pacífico Central); también se genera una abreviatura de dos dígitos (más cualquier sufijo) (como TD 08 para la depresión OCHO del Atlántico Norte, TD 21E para la depresión VEINTIUNO-E del Pacífico Este o TD 03C para la depresión TRES-C del Pacífico Central) para boletines y otros fines automatizados.
Sin embargo, si una perturbación tropical es capaz de producir condiciones de tormenta tropical o huracán en tierra en un plazo de 48 horas, se iniciarán los avisos y se clasificará como ciclón tropical potencial (PTC; potencial tropical cyclone) con un número PTC de dos dígitos (por ejemplo, PTC-09 o PTC-15E) que, en el resto de los aspectos, es idéntico a un número TC. Si el sistema se intensifica aún más o ya tiene vientos sostenidos de un minuto de 34 a 63 nudos (39 a 72 mph) (63 a 117 km/h), entonces se llamará tormenta tropical o subtropical y se le asignará un nombre (que sustituye al número TC deletreado; el número de dos dígitos se mantiene para fines como el Sistema Automatizado de Pronóstico de Ciclones Tropicales, como en el TT 12 (KIRK) de 2018).
Si el sistema tropical se intensifica y sus vientos, estimados o medidos, superan los 64 nudos (74 mph; 119 km/h), se denominará huracán y se clasificará en la escala de vientos huracanados de Saffir-Simpson (SSHWS; Saffir-Simpson hurricane wind scale). La clasificación más baja en la SSHWS es la de huracán de categoría 1, con vientos de 64 a 82 nudos (74 a 94 mph) (119 a 152 km/h). Si el huracán se intensifica aún más, se clasificará como huracán de categoría 2, si tiene vientos de 83 a 95 nudos (96 a 109 mph) (154 a 176 km/h). Cuando un sistema se convierte en huracán de categoría 3 con vientos de 96 a 112 nudos (110 a 129 mph) (178 a 207 km/h), los centros de advertencia lo consideran un huracán mayor. Un huracán de categoría 4 tiene vientos de 113 a 136 nudos (130 a 157 mph) (209 a 252 km/h), mientras que un huracán de categoría 5 tiene vientos de al menos 137 nudos (158 mph; 254 km/h). Un ciclón post-tropical es un sistema que se ha debilitado, en una baja remanente o se ha disipado y los avisos formales generalmente se suspenden en esta etapa. Sin embargo, los avisos pueden continuar si el ciclón post-tropical representa una amenaza significativa para la vida y el patrimonio. También pueden continuar si los remanentes del sistema tienen posibilidades de regenerarse y producir vientos de tormenta tropical o huracán en tierra en 48 horas.
La escala de huracanes de Saffir-Simpson se creó originalmente utilizando tanto la velocidad del viento como la marejada ciclónica, pero como la relación entre ambas no es necesariamente definitiva, la escala se cambió por la escala de vientos huracanados de Saffir-Simpson, basada exclusivamente en la velocidad del viento.
Aunque los niveles crecientes de la escala corresponden a vientos más fuertes, las clasificaciones no son absolutas en cuanto a los efectos. Las tormentas de categoría inferior pueden infligir mayores daños que las de categoría superior, dependiendo de factores como el terreno de la zona, la densidad de población y el total de precipitaciones. Por ejemplo, un huracán de categoría 2 que azote una zona urbana grande probablemente causará más daños que un gran huracán de categoría 5 que azote una región mayoritariamente rural. De hecho, los sistemas tropicales de fuerza inferior a la de un huracán, como en el caso de la tormenta tropical Allison, pueden producir importantes daños y pérdidas humanas, especialmente por inundaciones y deslizamientos de tierra.
Históricamente, el término gran huracán se utilizaba para describir las tormentas que poseían vientos de al menos 110 nudos (130 mph; 200 km/h), grandes radios (más de 160 km) y que causaban grandes cantidades de destrucción. Este término cayó en desuso tras la introducción de la escala Saffir-Simpson a principios de la década de 1970.
Se realizó un pequeño cambio en la escala antes de la temporada de huracanes de 2012, en la que se ajustaron las velocidades del viento de las categorías 3 y 5 para eliminar los errores de redondeo que se habían producido en temporadas anteriores, cuando un huracán tenía velocidades del viento de 115 nudos (130 mph; 215 km/h).

## Pacífico Occidental
| Categoría                | Vientos sostenidos     |
| ------------------------ | ---------------------- |
| Tifón violento           | ≥ 105 kn ≥194 km/h     |
| Tifón muy fuerte         | 85-104 kn 157-193 km/h |
| Tifón                    | 64-84 kn 118-156 km/h  |
| Tormenta tropical severa | 48-63 kn 89-117 km/h   |
| Tormenta tropical        | 34-47 kn 62-88 km/h    |
| Depresión tropical       | ≤33 kn ≤61 km/h        |

Los ciclones tropicales que se producen en el hemisferio norte entre el antimeridiano y los 100°E son objeto de seguimiento oficial por parte de la Agencia Meteorológica de Japón (AMJ, RSMC Tokio). Dentro de la región, un ciclón tropical se define como un ciclón de escala sinóptica no frontal que se origina sobre aguas tropicales o subtropicales, con convección organizada y una circulación de viento de superficie ciclónica definida. La clasificación más baja utilizada por el Comité de Tifones es una depresión tropical, que tiene vientos sostenidos durante 10 minutos de menos de 34 nudos (17 m/s; 39 mph; 63 km/h). Si la depresión tropical se intensifica más, se la nombra y clasifica como tormenta tropical, con vientos de 34 a 47 nudos (17 a 24 m/s) (39 a 54 mph) (63 a 87 km/h). Si el sistema sigue intensificándose, se clasificará como tormenta tropical severa, con vientos de 48 a 63 nudos (25 a 32 m/s) (55 a 72 mph) (89 a 117 km/h). La clasificación más alta en la escala del Comité de Tifones es la de tifón, con vientos de más de 64 nudos (33 m/s; 74 mph; 119 km/h).
La Administración Meteorológica de China (CMA; China Meteorological Administration), el Observatorio de Hong Kong (HKO; Hong Kong Observatory), la Oficina Meteorológica y Geofísica de Macao (SMG; en portugués: Direcção dos Serviços Meteorológicos e Geofisicos), PAGASA y la AMJ, dividen la categoría de tifón aún más para fines domésticos. La AMJ divide la categoría de tifón en tres, con una velocidad del viento máxima de 10 minutos inferior a 84 nudos (43 m/s; 97 mph; 156 km/h) asignada para la categoría de tifón (fuerte). Un tifón muy fuerte tiene velocidades de viento de 85 a 104 nudos (44 a 54 m/s) (98 a 120 mph) (157 a 193 km/h), mientras que un tifón violento alcanza velocidades de viento de 105 nudos (54 m/s; 121 mph; 194 km/h) o superiores. El HKO, la SMG y el CMA también dividen la categoría de tifón en tres categorías, asignando ambos una velocidad máxima de viento de 80 nudos (41 m/s; 92 mph; 150 km/h) a la categoría de tifón. Un tifón severo tiene vientos de 85 a 104 nudos (44 a 54 m/s) (98 a 120 mph) (157 a 193 km/h), mientras que un súper tifón tiene vientos de 100 nudos (51 m/s; 120 mph; 190 km/h). En mayo de 2015, tras los daños causados por el tifón Haiyan en 2013, PAGASA introdujo el término súper tifón y lo utilizó para sistemas con vientos superiores a 120 nudos (62 m/s; 140 mph; 220 km/h), pero posteriormente se ajustó a al menos 99,9 nudos (51,4 m/s; 115,0 mph; 185,0 km/h) el 23 de marzo de 2022. En 2018, tras los devastadores daños causados por el tifón Hato en Macao, SMG introdujo la categoría de súper tifón (en portugués: Super tufão) junto con la de tifón severo (en portugués: Tufão severo) como la de HKO.
Además de los servicios meteorológicos nacionales de cada nación, el Centro Conjunto de Advertencia de Tifones de Estados Unidos (JTWC; Joint Typhoon Warning Center) vigila la cuenca y emite avisos sobre ciclones tropicales significativos para el Gobierno de Estados Unidos, asignándoles números TC de dos dígitos (con el sufijo W). Estos avisos utilizan una velocidad de viento sostenida de 1 minuto y pueden compararse con la escala de vientos huracanados Saffir-Simpson; sin embargo, el JTWC utiliza su propia escala para clasificar la intensidad en esta cuenca. Estas clasificaciones son depresión tropical, tormenta tropical, tifón y súper tifón. Dicho organismo clasifica extraoficialmente como súper tifones a los tifones con vientos de al menos 130 nudos (150 mph; 240 km/h), el equivalente a una tormenta fuerte de Categoría 4 en la escala de huracanes de Saffir-Simpson. Además, cuando una depresión tropical se eleva a tormenta tropical y es nombrada por el AMJ, el JTWC añade el nombre internacional (entre paréntesis) a su número TC (por ejemplo, 2018 depresión tropical VEINTE-W, abreviado TD 20W, se convirtió en la tormenta tropical Bebinca, pero se refirió como TS 20W (BEBINCA) en avisos del JTWC). Sin embargo, en los casos en que el JTWC eleva una depresión a tormenta tropical sin que el AMJ haga lo mismo, debido a las diferencias entre las escalas de velocidad del viento de ambas organizaciones, el número deletreado (sin el sufijo) se pone entre paréntesis y se añade al número de TC como nombre de marcador de posición, como en TS 16W (DIECISÉIS), hasta que la AMJ la eleva y la nombra, en cuyo caso el nombre sustituye al marcador de posición.
Además, la Administración Meteorológica Central de Taiwán tiene su propia escala en chino, pero utiliza la escala del Comité de Tifones en inglés.

## Océano Índico Norte
| Categoría                                | Vientos sostenidos (promedio de 3 minutos) |
| ---------------------------------------- | ------------------------------------------ |
| Tormenta súper ciclónica                 | ≥ 120 kn ≥221 km/h                         |
| Tormenta ciclónica extremadamente severa | 90-119 kn 166-220 km/h                     |
| Tormenta ciclónica muy severa            | 64-89 kn 118-165km/h                       |
| Tormenta ciclónica severa                | 78-63 kn 89-117 km/h                       |
| Tormenta ciclónica                       | 34-47 kn 63-88 km/h                        |
| Depresión profunda                       | 28-33 kn 63-88 km/h                        |
| Depresión                                | 17-27 kn 31-50k/h                          |

El Departamento Meteorológico de la India (DMI, RSMC Nueva Delhi) vigila cualquier ciclón tropical que se desarrolle en el océano Índico Norte entre 100°E y 45°E. Dentro de la región, un ciclón tropical se define como un ciclón de escala sinóptica no frontal que se origina sobre aguas tropicales o subtropicales con convección organizada y una circulación ciclónica definida de viento en superficie. La clasificación oficial más baja utilizada en el océano Índico Norte es una depresión, que tiene vientos sostenidos durante 3 minutos de 17 a 27 nudos (20 a 31 mph) (31 a 50 km/h)1. Si la depresión se intensifica más, se convertirá en una depresión profunda, que tiene vientos de 28 a 33 nudos (32 a 38 mph) (52 a 61 km/h). Si el sistema se intensifica aún más, se clasificará como tormenta ciclónica y el DMI le asignará un nombre si desarrolla vientos huracanados de 34 a 47 nudos (39 a 54 mph) (63 a 87 km/h). Las tormentas ciclónicas severas tienen vientos de 48 a 63 nudos (55 a 72 mph) (89 a 117 km/h), mientras que las tormentas ciclónicas muy severas tienen vientos huracanados de 64 a 89 nudos (74 a 102 mph) (119 a 165 km/h). Las tormentas ciclónicas extremadamente graves tienen vientos huracanados de 90 a 119 nudos (104 a 137 mph) (167 a 220 km/h). La clasificación más alta utilizada en el océano Índico Norte es la de tormenta super ciclónica, que tiene vientos huracanados de al menos 120 nudos (140 mph; 220 km/h).
Históricamente, un sistema se ha clasificado como depresión si su presión en superficie es inferior a la de su entorno. Otras clasificaciones utilizadas históricamente son: tormenta ciclónica cuando los vientos no superan la fuerza 10 en la escala de Beaufort y ciclón cuando los vientos son de fuerza 11 y 12 en dicha escala. Entre 1924 y 1988, los ciclones tropicales se clasificaban en cuatro categorías: depresión, depresión profunda, tormenta ciclónica y tormenta ciclónica severa. Sin embargo, en 1988 se introdujo la categoría tormenta ciclónica severa con núcleo de vientos huracanados para los ciclones tropicales, con vientos de más de 64 nudos (74 mph; 119 km/h). En 1999 se introdujeron las categorías tormenta ciclónica muy severa y tormenta superciclónica, mientras que se eliminó la categoría tormenta ciclónica severa con núcleo de vientos huracanados. En 2015 se produjo otra modificación de la escala, y el DMI denominó tormenta ciclónica extremadamente severa a un sistema con vientos máximos sostenidos durante 3 minutos de 90 a 119 nudos (104 a 137 mph) (167 a 220 km/h).
El Centro Conjunto de Advertencia de Tifones estadounidense también vigila la cuenca y emite avisos sobre ciclones tropicales significativos en nombre de Estados Unidos, asignándoles también números TC como en todas las demás cuencas anteriores (aunque de manera no oficial para esta cuenca y las siguientes; a los ciclones que se originan en el mar Arábigo se les asigna el sufijo A, mientras que a los de la Golfo de Bengala se les asigna el sufijo B). Estos avisos utilizan una velocidad de viento sostenida de 1 minuto y pueden compararse con la escala de vientos huracanados de Saffir-Simpson; no obstante, independientemente de la intensidad en esta cuenca, el JTWC etiqueta todos los sistemas como ciclones tropicales con números TC (opcionalmente añadiendo nombres internacionales o marcadores de posición entre paréntesis, como se hace anteriormente para los tifones).

## Sudoeste del océano Índico
| Categoría                   | Vientos sostenidos     |
| --------------------------- | ---------------------- |
| Ciclón tropical muy intenso | >115 kn 212 km/h       |
| Ciclón tropical intenso     | 90-115 kn 166-212 km/h |
| Ciclón tropical             | 64-89 kn 118-165km/h   |
| Tormenta tropical severa    | 48-63 kn 89-117 km/h   |
| Tormenta tropical moderada  | 34-47 kn 63-88 km/h    |
| Depresión tropical          | 28-33 kn 51-62 km/h    |
| Perturbación tropical       | <28 kn <50 k/h         |

Cualquier ciclón tropical que se desarrolle en el hemisferio sur entre África y 90°E es vigilado por el centro de ciclones tropicales de Météo-France en Reunión (MFR, RSMC Réunion).
Una perturbación tropical es el término genérico del MFR para un área no frontal de baja presión que tiene convección organizada y circulación ciclónica definida del viento en superficie. Se estima que el sistema tiene vientos de menos de 28 nudos (32 mph; 52 km/h).
Un sistema se designa como depresión tropical o depresión subtropical cuando alcanza velocidades de viento superiores a 28 nudos (32 mph; 52 km/h). Si una depresión tropical alcanza velocidades de viento de 35 nudos (40 mph; 65 km/h), se clasificará como tormenta tropical moderada y el Centro Subregional de Mauricio o Madagascar le asignará un nombre. No importa lo fuerte que sea un sistema subtropical en esta cuenca, siempre se designará como depresión subtropical.
Si la tormenta nombrada se intensifica aún más y alcanza velocidades de viento de 48 nudos (55 mph; 89 km/h), entonces se clasificará como tormenta tropical severa. Una tormenta tropical severa se designa como ciclón tropical cuando alcanza velocidades de viento de 64 nudos (74 mph; 119 km/h). Si un ciclón tropical se intensifica aún más y alcanza velocidades de viento de 90 nudos (100 mph; 170 km/h), se clasificará como ciclón tropical intenso. Un ciclón tropical muy intenso es la categoría más alta en la escala de ciclones tropicales del suroeste del océano Índico y alcanza vientos de más de 115 nudos (132 mph; 213 km/h).
En el décimo comité de ciclones tropicales de la AR I, celebrado en 1991, se recomendó modificar las clasificaciones de intensidad de cara a la temporada de ciclones tropicales de 1993-1994. Concretamente se decidió que las clasificaciones: depresión tropical débil, depresión tropical moderada y depresión tropical severa se cambiarían por depresión tropical, tormenta tropical moderada y tormenta tropical severa. Este cambio se implementó antes de la temporada de ciclones tropicales 1993-1994.
El Centro Conjunto de Advertencia de Tifones de los Estados Unidos también vigila la cuenca, y emite alertas sobre ciclones tropicales significativos en nombre del Gobierno de los Estados Unidos; a estos sistemas se les asignan extraoficialmente números TC con el sufijo S (que abarca todo el océano Índico Sur, incluyendo tanto las áreas de responsabilidad del Agencia de Meteorología, Climatología y Geofísica de Indonesia como del Bureau de Meteorología Australiano al oeste de 135°E). Estos avisos utilizan una velocidad de viento sostenida de 1 minuto y se pueden comparar con la escala de vientos huracanados Saffir-Simpson, sin embargo, independientemente de la intensidad en esta cuenca el JTWC etiqueta todos los sistemas como ciclones tropicales con números TC (además de cualquier nombre entre paréntesis o marcadores de posición, como tifones y ciclones del océano Índico Norte arriba).

## Australia y Fiyi
| Categoría | Vientos sostenidos                   | Ráfagas                                |
| --------- | ------------------------------------ | -------------------------------------- |
| Cinco     | >107 kn (198 km/h; 123 mph)          | >151 kn (280 km/h; 174 mph)            |
| Cuatro    | 86–107 kn (159–198 km/h; 99–123 mph) | 122-151 kn (226-280 km/h; 140-174 mph) |
| Tres      | 64-85 kn (119-157 km/h; 74-98 mph)   | 90-121 kn (167-224 km/h; 104-139 mph)  |
| Dos       | 48-63 kn (89-117 km/h; 55-72 mph)    | 68-89 kn (126-165 km/h; 78-102 mph)    |
| Uno       | 34-47 kn (63-87 km/h; 39-54 mph)     | 49-67 kn (91-124 km/h; 56-77 mph)      |

Los ciclones tropicales que se producen en el hemisferio sur al este de los 90°E son controlados oficialmente por uno o más centros de advertencia de ciclones tropicales, como el Servicio Meteorológico de Fiyi (FMS; Fiji Meteorological Service), el MetService de Nueva Zelanda (MSNZ), elAgencia de Meteorología, Climatología y Geofísica de Indonesia, el Servicio Meteorológico Nacional de Papúa Nueva Guinea (PNG-NWS; Papua New Guinea's National Weather Service)y el Bureau de Meteorología Australiano (BOM; Bureau of Metereology). Dentro de la región, un ciclón tropical se define como un sistema de bajas presiones no frontal de escala sinóptica que se desarrolla sobre aguas cálidas, con una circulación de viento organizada definida y velocidades de viento sostenidas durante 10 minutos de 34 nudos (39 mph; 63 km/h) o superiores cerca del centro. Una vez que se ha cumplido esta definición, todos los centros dan nombre al sistema y empiezan a utilizar la escala australiana de intensidad de ciclones tropicales, que mide los ciclones tropicales utilizando un sistema de cinco categorías basado en los vientos máximos sostenidos durante 10 minutos. Se estima que un ciclón tropical de categoría 1 tiene vientos sostenidos durante 10 minutos de 34 a 47 nudos (39 a 54 mph) (63 a 87 km/h), mientras que un ciclón tropical de categoría 2 alcanza vientos sostenidos durante 10 minutos de 48 a 63 nudos (55 a 72 mph) (89 a 117 km/h). Cuando un sistema se convierte en un ciclón tropical de categoría 3 se clasifica como ciclón tropical severo y sus vientos alcanzan velocidades de 64 a 85 nudos (74 a 98 mph) (119 a 157 km/h). Un ciclón tropical severo de categoría 4 tiene vientos de 86 a 110 nudos (99 a 127 mph) (159 a 204 km/h), mientras que la clasificación máxima es la de ciclón tropical severo de categoría 5, que tiene vientos de al menos 108 nudos (124 mph; 200 km/h).
Para sistemas por debajo de la fuerza de ciclón tropical se usan varios términos, incluyendo perturbación tropical, baja tropical y depresión tropical. Una perturbación tropical se define como un sistema no frontal de escala sinóptica originado sobre los trópicos, con convección elevada persistente o algún índice de circulación. Una depresión tropical o baja tropical es una perturbación con una circulación definida, donde la posición central puede ser estimada y la velocidad media máxima del viento en 10 minutos es inferior a 34 nudos (39 mph; 63 km/h) cerca del centro. El FMS clasifica estos sistemas cuando tienen el potencial de convertirse en un ciclón tropical o persisten para causar un impacto significativo en la vida y el patrimonio dentro de su área de responsabilidad y han sido analizados durante las 24 horas anteriores. La escala australiana de intensidad de ciclones tropicales fue introducida por el BOM, antes de la temporada de ciclones 1989-1990.
El Centro Conjunto de Advertencia de Tifones de los Estados Unidos (JWTC; Joint Typhoon Warning Center) también vigila la cuenca, y emite alertas sobre ciclones tropicales significativos en nombre del Gobierno de los Estados Unidos; a estos sistemas se les asignan extraoficialmente números TC con el sufijo S (si se originan al oeste de 135°E; abarca todo el océano Índico Sur, incluyendo el área de responsabilidad de MFR) o el sufijo P (si se originan al este de 135°E; abarca todo el océano Pacífico Sur, fusionando las áreas de responsabilidad del BOM, el PNG-NWS, el FMS, y el MSNZ juntas). Estos avisos utilizan una velocidad de viento sostenida de 1 minuto y pueden compararse con la escala de vientos huracanados Saffir-Simpson, sin embargo, independientemente de la intensidad en estas cuencas, el JTWC etiqueta todos los sistemas como ciclones tropicales con números Oficina Nacional de Administración Oceánica y Atmosférica (más cualquier nombre o marcador de posición entre paréntesis, como para los tifones y ciclones del océano Índico mencionados anteriormente).

## Escalas alternativas
Existen otras escalas que no son utilizadas oficialmente por ninguno de los Centros Meteorológicos Regionales Especializados ni por los Centros de Advertencia de Ciclones Tropicales. Sin embargo, sí son utilizadas por otras organizaciones, como la Oficina Nacional de Administración Oceánica y Atmosférica. Un ejemplo de este tipo de escala es el índice de Energía Cinética Integrada, que mide el potencial destructivo de la marejada ciclónica en la costa; funciona en una escala que va del uno al seis, siendo el seis el de mayor potencial destructivo.

### Energía Ciclónica Acumulada (ACE)
La Administración Nacional Oceánica y Atmosférica y otras agencias utilizan la Energía Ciclónica Acumulada (ACE; Accumulated cyclone energy) para expresar la actividad de ciclones tropicales individuales que superan la fuerza de tormenta tropical y temporadas enteras de ciclones tropicales. Se calcula tomando los cuadrados de la velocidad máxima sostenida estimada de cada tormenta tropical activa (velocidad del viento de 35 kn o superior) en intervalos de seis horas. Las cifras se suelen dividir entre 10 000 para hacerlas más manejables. La unidad del ECA es 104 kn2 y para su uso como índice la unidad asumida. Además de elevarse al cuadrado para el ECA, la velocidad del viento también puede elevarse al cubo, lo que se conoce como Índice de Disipación de Potencia.

### Índice de Severidad de Huracanes (HSI)
El Índice de Severidad de Huracanes (HSI; de Hurricane Severity Index) es otra escala utilizada para clasificar la gravedad de todos los tipos de ciclones tropicales y subtropicales en función de la intensidad y el tamaño de sus campos de viento. El Índice de Severidad de Huracanes es una escala de 0 a 50 puntos, que asigna hasta 25 puntos a la intensidad de un ciclón tropical y hasta 25 puntos al tamaño del campo de viento. Los puntos se otorgan en una escala variable, reservándose la mayoría de los puntos a los campos de viento con fuerza de huracán o superior.
En 2008 se publicó un documento que describe la escala. El Índice de Severidad de Huracanes fue desarrollado por un programa de una empresa privada en competencia con el índice de energía ciclónica acumulada del Servicio Meteorológico Nacional de Estados Unidos. 
Éste índice fue desarrollado por meteorólogos de ImpactWeather (ahora StormGeo) como un método propio de clasificación de la severidad de los huracanes. El HSI clasifica erróneamente los huracanes en algunos casos porque no tiene en cuenta las precipitaciones. Se basa en una tabla de consulta y no en una ecuación. Tampoco tiene en cuenta la velocidad de traslación de la tormenta.

#### Centros meteorológicos regionales especializados
- Centro Nacional de Huracanes de EE.UU. - Atlántico Norte, Pacífico Oriental (en inglés)
- Centro de Huracanes del Pacífico Central - Archivado desde el original el 23 de septiembre de 2011, en la Wayback Machine - Pacífico Central (en inglés)
- Agencia Meteorológica de Japón - Pacífico Noroeste (en inglés)
- Departamento Meteorológico de la India - Golfo de Bengala y mar Arábigo (en inglés)
- Météo-France - La Reunión - Océano Índico Sur de 30°E a 90°E (en francés)
- Servicio Meteorológico de Fiyi - Pacífico Sur al oeste de 160°E, al norte de 25°S (en inglés)

#### Centros de advertencia de ciclones tropicales
- Departamento Meteorológico de Indonesia - Océano Índico Sur de 90°E a 125°E, al norte de 10°S (en inglés)
- Servicio Meteorológico Nacional de Papúa Nueva Guinea - Océano Pacífico Sur de 125°E a 160°E, al norte de 10°S (en inglés)
- Bureau de Meteorología Australiano - Archivado desde el original el 23 de julio de 2008, en la Wayback Machine. - Océano Índico Sur y océano Pacífico Sur desde 90°E hasta 160°E, al sur de 10°S (en inglés)
- Servicio Meteorológico de Nueva Zelanda Limitado - Pacífico Sur al oeste de 160°E, al sur de 25°S (en inglés)
- «ImpactWeather». Archivado desde el original el 13 de julio de 2011. Consultado el 18 de diciembre de 2008.

- Datos: Q2513417